# Meinier
Meinier là một đô thị of the bang Genève, Thụy Sĩ.
Meinier có diện tích 6,95 km2, dân số năm 2007 là 435 người.